# Championa aliciae
Championa aliciae là một loài bọ cánh cứng trong họ Cerambycidae.